# Gert Heidler
Gert Heidler (ur. 30 stycznia 1948 w Doberschau-Gaußig) – piłkarz niemiecki grający na pozycji pomocnika. W swojej karierze rozegrał 12 meczów i strzelił 2 gole w reprezentacji Niemieckiej Republiki Demokratycznej.

## Kariera klubowa
Swoją karierę piłkarską Heidler rozpoczął w klubie Budissa Budziszyn. W 1967 roku został zawodnikiem Dynama Drezno i w sezonie 1967/1968 zadebiutował w jego barwach w DDR-Oberlidze. W sezonie 1969/1970 stał się podstawowym zawodnikiem Dynama. Wraz z zespołem z Drezna wywalczył pięć tytułów mistrza Niemieckiej Republiki Demokratycznej w sezonach 1970/1971, 1972/1973, 1975/1976, 1976/1977 i 1977/1978. Zdobył też trzy Puchary Niemieckiej Republiki Demokratycznej w sezonach 1970/1971, 1976/1977 i 1982/1982. W Dynamie grał do końca swojej kariery czyli do końca sezonu 1981/1982. W zespole Dynama rozegrał 282 ligowe mecze i strzelił 49 bramek.
| Sezon   | Klub          | Kraj | Rozgrywki    | Mecze | Bramki |
| ------- | ------------- | ---- | ------------ | ----- | ------ |
| 1967/68 | Dynamo Drezno | NRD  | DDR-Oberliga | 4     | 0      |
| 1968/69 | Dynamo Drezno | NRD  | DDR-Oberliga | 0     | 0      |
| 1969/70 | Dynamo Drezno | NRD  | DDR-Oberliga | 21    | 4      |
| 1970/71 | Dynamo Drezno | NRD  | DDR-Oberliga | 21    | 3      |
| 1971/72 | Dynamo Drezno | NRD  | DDR-Oberliga | 20    | 7      |
| 1972/73 | Dynamo Drezno | NRD  | DDR-Oberliga | 22    | 4      |
| 1973/74 | Dynamo Drezno | NRD  | DDR-Oberliga | 22    | 3      |
| 1974/75 | Dynamo Drezno | NRD  | DDR-Oberliga | 19    | 0      |
| 1975/76 | Dynamo Drezno | NRD  | DDR-Oberliga | 25    | 6      |
| 1976/77 | Dynamo Drezno | NRD  | DDR-Oberliga | 23    | 8      |
| 1977/78 | Dynamo Drezno | NRD  | DDR-Oberliga | 16    | 3      |
| 1978/79 | Dynamo Drezno | NRD  | DDR-Oberliga | 19    | 4      |
| 1979/80 | Dynamo Drezno | NRD  | DDR-Oberliga | 22    | 5      |
| 1980/81 | Dynamo Drezno | NRD  | DDR-Oberliga | 18    | 1      |
| 1981/82 | Dynamo Drezno | NRD  | DDR-Oberliga | 15    | 1      |

## Kariera reprezentacyjna
W reprezentacji Niemieckiej Republiki Demokratycznej Heidler zadebiutował 19 listopada 1975 w zremisowanym 1:1 meczu kwalifikacji do Igrzysk Olimpijskich w Montrealu z Czechosłowacją, rozegranym w Brnie. Rok później wystąpił na tych igrzyskach i zdobył na nich złoty medal. W kadrze narodowej od 1975 do 1978 roku rozegrał 12 meczów i zdobył 2 gole.